# Thoma Deliana
Thoma Deliana (ur. 20 lutego 1924 w Elbasanie, zm. 14 września 2014 w Elbasanie) – albański polityk i pedagog, w latach 1966-1976 minister edukacji i kultury w rządzie Mehmeta Shehu.

## Życiorys
Uczył się w szkole pedagogicznej w Elbasanie (Shkolla Normale), pod kierunkiem Aleksandra Xhuvaniego. W 1943 przerwał naukę i wstąpił do Komunistycznej Partii Albanii (KPA), we wrześniu pełnił funkcję sekretarza organizacji młodzieżowej w Elbasanie, działał także w strukturach partii w tym mieście. W listopadzie 1944 skierowany do 7 dywizji Armii Narodowo-Wyzwoleńczej, w której odpowiadał za szkolenie młodzieży, a stamtąd trafił do 8 dywizji stacjonującej w Korczy. W maju 1945 został członkiem Komitetu Okręgowego KPA w Elbasanie.
We wrześniu 1947 rozpoczął pracę w Państwowej Komisji Planowania jako szef wydziału. W latach 1948–1953 pracował w sekcji kadr Komitetu Centralnego KPA. W 1955 wysłany do Moskwy, gdzie przez trzy lata uczył się w Wyższej Szkole Partyjnej im. W. Lenina. Po powrocie do kraju został sekretarzem komitetu okręgowego partii w Elbasanie.
W latach 1952–1976 członek Komitetu Centralnego partii, od 1954 deputowany do Zgromadzenia Ludowego. W 1961 objął stanowisko wiceministra edukacji, a w 1965 stanął na czele resortu. W tym czasie nadzorował zmianę ideologiczne w albańskich podręcznikach po zerwaniu Albanii z ZSRR. W latach 1966–1976 kierował połączonym resortem edukacji i kultury. Odpowiadał za budowę nowego studia filmowego, w którym w latach 70. zrealizowano kilkadziesiąt filmów fabularnych.
Poddany krytyce w czasie IV Plenum Komitetu Centralnego partii (29-31 marca 1976) i oskarżony o oportunizm oraz współpracę z Fadilem Paçramim. Wtedy też skierował list do Envera Hodży, w której wyrażał samokrytykę. W kwietniu 1976 usunięty ze stanowisk państwowych i poddany represjom. W latach 1976–1977 pełnił funkcję dyrektora szkoły podstawowej w Tepelenie. Od 1977 pracował początkowo jako robotnik, a następnie jako pasterz w kołchozie Dhëmbian k. Tepeleny. W 1985 przeszedł na emeryturę i uzyskał zgodę na powrót do Elbasanu, skąd w roku 1990 przeniósł się do Tirany.
Był żonaty (żona Virgjini z d. Bishka), miał dwoje dzieci.